# نايجل ليثجو
نايجل ليثجو (بالإنجليزية: Nigel Lythgoe)‏ (مواليد 9 يوليو 1949 في تشيشير) هو مقدم تلفزيون ومخرج ومنتج إنجليزي. وحكم مسابقات رقص تلفزيونية، وكان وهو شاب راقص ومصمم رقصات. اشتهر بكونه منتج برنامج بوب أيدول وأمريكان آيدول، وكذلك هو الحكم الدائم في برنامج سو يو ثينك يو كان دانس.

## وصلات خارجية
- نايجل ليثجو على موقع IMDb (الإنجليزية)
- نايجل ليثجو على موقع قاعدة بيانات برودواي على الإنترنت (الإنجليزية)
- نايجل ليثجو على موقع ديسكوغز (الإنجليزية)
- نايجل ليثجو على موقع قاعدة بيانات الفيلم (الإنجليزية)